# San H27B
San H27B – autobus miejski produkowany w latach 1964-1967 przez polską firmę SFA. Pojazd ten był kontynuacją autobusu San H01B i modernizacją modelu San H25B. 

## Historia modelu
Modernizacja autobusów o konstrukcji samonośnej San H25B nastąpiła w połowie 1964 roku. Uruchomiono produkcję modelu miejskiego San H27B oraz jego odmiany międzymiastowej San H27A. Wyposażono je w rzędowy, 6-cylindrowy silnik o zapłonie samoczynnym typu S53 o pojemności skokowej 5650 cm³ i mocy maksymalnej 73,6 kW (100 KM) produkowany przez FSC Star ze Starachowic. Celem tego kroku było ograniczenie kosztów eksploatacji. Niestety, silnik S53 był jednostką niedopracowaną. Miał bardzo trudne rozruchy, przedwcześnie wchodził w obszar dymienia, nie osiągał zakładanej mocy. Przysparzał wiele problemów eksploatacyjnych. W nadwoziu autobusu trzy przednie oraz tylne szyby zostały zastąpione dwoma giętymi szybami oddzielonymi od siebie słupkiem. Wprowadzono również okna boczne z szybami przesuwnymi (w miejsce uchylnych) w górnej części, łatwo wyjmowane okno bezpieczeństwa. Wentylacja wnętrza autobusu została poprawiona poprzez zastąpienie ośmiu małych dachowych otworów wentylacyjnych dwoma dużymi, które miały przezroczyste pokrywy. W celu ułatwienia obsługi i napraw pojazdu poszerzono przednią pokrywę silnika. W układzie hamulcowym zastosowano pneumatyczny nadciśnieniowy mechanizm wspomagający hamulce. 
Autobusy serii „San H25” i „H27” były produkowane równolegle w wersjach międzymiastowych i miejskich. Wadą wszystkich Sanów z samonośnymi nadwoziami była stosunkowo niska trwałość nadwozia. Było to spowodowane małą odpornością na korozję ich cienkościennej struktury nośnej. W 1967 roku zaprzestano produkcji autobusów o nadwoziach samonośnych, wprowadzając w ich następcy, modelu San H100, konstrukcję ramową.